# سیارک ۲۵۶۴۸
سیارک ۲۵۶۴۸ (به انگلیسی: 25648 Baghel، نامگذاری:2000AJ77)۲۵۶۴۸مین سیارک کشف شده‌است که در ۰۵ ژانویه ۲۰۰۰ کشف شد.